# Euniphysa quadridentata
Euniphysa quadridentata är en ringmaskart som beskrevs av Lu och Fauchald 2000. Euniphysa quadridentata ingår i släktet Euniphysa och familjen Eunicidae.
Artens utbredningsområde är Mexikanska golfen. Inga underarter finns listade i Catalogue of Life.